# Церковь Святого Николая Чудотворца (Русско-Высоцкое)
Церковь Святого Николая Чудотворца — недействующий православный храм в селе Русско-Высоцкое Ломоносовского района Ленинградской области. Построен архитектором Н. А. Львовым во второй половине XVIII века. Является памятником архитектуры регионального значения.

## История и архитектура
В 1770-е годы село Высоцкое принадлежало графу Григорию Орлову. В 1777 году Григорий Григорьевич выстроил для крестьян своего села церковь в честь святого Николая Чудотворца. Богослужения в ней начались в 1778 году.
Церковь представляла собой крестообразный в плане храм из каменных плит, завершавшийся восьмигранным куполом и многоярусной колокольней под шпилем. Во времена правления Павла I село было подарено полковнику Фёдору фон Шацу, который в 1836 году пристроил к церкви придел святого Димитрия Ростовского. В 1841 году наследник фон Шаца продал имение Фёкле Крестовской. Фекла Акиндиновна скончалась в 1861 году и была погребена в храме рядом с Варварой Николаевной Шац. По завещанию помещицы в 1866 году в церкви соорудили второй придел, названный в честь равноапостольной Фёклы. Строительством руководил архитектор Николай Львов.
Внутренне убранство описано в выпуске историко-статистических сведений Санкт-Петербургской епархии 1885 года. Согласно документу, толщина стен составляла около 1,24 м. Они были гладко вытесаны. Снаружи храм украшали квадраты из плит, расположенные по краям окон и дверей. Кровля была шатровой, в два ската покрытая железом. На южной стороне храма находилось круглое окно с деревянным теремком, кровля которого также была покрыта железом. На северной стороне имелось отверстие под крашенным навесом из листового железа. Крест деревянный, восьмиконечный, с малыми крестами по концам, обитый жестью и выкрашен.
В храм вели три филенчатые двери. Над каждой дверью располагались полукруглые окна с решётками. В алтаре располагались два больших и два малых окна. Шестиярусный иконостас был выполнен из досок, снаружи был покрыт позолотой. Украшали иконостас иконы, выполненные итальянскими мастерами. Внутри храма хранилась копия древней иконы Божией Матери с Предвечным младенцем, держащим в правой руке птицу. Эту икону пожертвовала в 1822 году крестьянка Домника Иванова, вдова бывшего церковного старосты Ивана Лангина.
Также в храме находилась икона святого Александра Невского с украшениями из блестящих камней в серебряном вызолоченном окладе. В зале храма можно было увидеть серебряную дарохранительницу с выдвижными ящиками и четыре старинных Евангелия. Из них два больших, напечатанных в Москве в 1774 году, и два малых, времён императоров Александра I и Николая I.
Храм украшал 1200-килограммовый колокол, отлитый в 1786 году на московском заводе Струговщикова. На поверхность колокола нанесли изображение Тихвинской иконы Божией матери.
При храме первоначально служили только священник и дьячок. С 1844 года штат расширили пономарем. С 1861 года служащим дали возможность пользоваться процентами с капитала в 5 тысяч рублей, пожертвованного помещицей Фёклой Крестовской. К 1899 году в приходе церкви Николая Чудотворца состояли село Высоцкое, деревни Капорская и Ускул (609 мужчин и 660 женщин).
После революции 1917 года поместье было национализировано. Здесь образовали крестьянскую коммуну, а позже колхоз «Завет Ильича». Богослужения в церкви прекратились в 1937 году, а в 1939 её закрыли. Последним настоятелем числился протоиерей Андрей Феодорович Лавров, учитель начальной школы. Во время Великой Отечественной войны Русско-Высоцкое с прилегающими населенными пунктами оказалось сначала в немецкой оккупации, а затем в центре боёв при прорыве кольца блокады Ленинграда. Никольская церковь стала ориентиром для воюющих сторон и была значительно повреждена. В послевоенное время храм был почти полностью разрушен.